# Trey Smith
Henry Louis Smith III, detto Trey (Humboldt, 16 giugno 1999), è un giocatore di football americano statunitense che milita nel ruolo di offensive guard per i Kansas City Chiefs della National Football League (NFL).

## Carriera

### Kansas City Chiefs
Smith al college giocò a football a Tennessee. Fu scelto nel corso del sesto giro (226º assoluto) nel Draft NFL 2021 dai Kansas City Chiefs. Nella prima sua stagione disputò tutte le 17 partite come titolare, venendo inserito nella formazione ideale dei rookie dalla Pro Football Writers Association.
Il 12 febbraio 2023, nel Super Bowl LVII vinto contro i Philadelphia Eagles per 38-35, partì come guardia destra titolare, conquistando il suo primo titolo.
Nel 2024 Smith fu convocato per il suo primo Pro Bowl.
Il 27 febbraio 2025 i Chiefs annunciarono che avrebbero applicato su Smith la franchise tag. Il 15 luglio firmò un nuovo contratto quadriennale del valore di 94 milioni di dollari che lo rese la guardia più pagata della lega.

## Palmarès

### Franchigia
- Super Bowl : 2

Kansas City Chiefs: LVII, LVIII
- American Football Conference Championship: 3

Kansas City Chiefs: 2022, 2023, 2024

### Individuale
- Convocazioni al Pro Bowl: 1

2024
- PFWA All-Rookie Team - 2021